# Aurora (hrabstwo Waushara)
Aurora – miasto w Stanach Zjednoczonych, w stanie Wisconsin, w hrabstwie Waushara.